# Mirinda
Mirinda är ett kvinnligt förnamn som utvecklats ur esperanto. Namnet betyder "underbar" på det konstgjorda språket. I Sverige fanns det 13 personer med namnet Mirinda den 7 april 2025.